# Großsteingrab Hove 1
Das Großsteingrab Hove 1 war eine megalithische Grabanlage der jungsteinzeitlichen Nordgruppe der Trichterbecherkultur im Kirchspiel Smørum in der dänischen Kommune Egedal. Es wurde im 19. oder frühen 20. Jahrhundert zerstört.

## Lage
Das Grab lag südwestlich von Hove, wenige Meter westlich eines Feldwegs auf einem Feld.

## Forschungsgeschichte
Im Jahr 1889 führten Mitarbeiter des Dänischen Nationalmuseums eine Dokumentation der Fundstelle durch. Bei einer weiteren Dokumentation im Jahr 1938 waren keine baulichen Überreste mehr auszumachen. Möglicherweise war es 1936 abgetragen worden.

## Beschreibung
Die Anlage besaß eine runde Hügelschüttung unbekannter Größe. Von der Umfassung waren 1889 noch 16 Steine erhalten. In der Mitte des Hügels befand sich eine Grabkammer, die 1889 bereits zerstört war und wohl als Urdolmen anzusprechen ist. Sie dürfte aus drei Wandsteinen und einem Deckstein bestanden haben. Zu den Maßen und der Orientierung der Kammer liegen keine Angaben vor.